# Universitatea din Toulouse
Universitatea din Toulouse (în franceză Université de Toulouse) este o universitate din Franța care a fost înființată prin bulă papală în 1229, făcând-o una dintre cele mai vechi universități care a apărut în Europa. De la închiderea universității în 1793 din cauza Revoluției Franceze, Universitatea din Toulouse nu mai există ca instituție unică. Cu toate acestea, au existat mai multe universități independente „succesoare” care moștenesc numele.
Consorțiul actual de universități franceze, grandes écoles și alte instituții de învățământ superior și de cercetare din Toulouse și regiunea înconjurătoare este cunoscut sub numele de Université fédérale de Toulouse Midi-Pyrénées.

## Profesori universitari
- Jean Tirole (n. 9 august 1953), profesor de economie, Premiul Nobel pentru economie 2014
- Paul Seabright, profesor de economie
- Jean-Jacques Laffont (13 aprilie 1947 - 1 mai 2004), economist
- Raymond Aron (14 martie 1905, Paris - 17 octombrie 1983), filosof, sociolog și politolog
- Paul Fauconnet (1874–1938), sociolog
- Jean Jaurès (3 septembrie 1859–31 iulie 1914), politician
- Pierre Laromiguière (3 noiembrie 1756–12 august 1837), filosof
- Adrianus Turnebus (1512 - 12 iunie 1565), savant clasic

## Alumni celebri și foști studenți
- Étienne Dolet (1509-1546), savant francez, traducător și tipograf.
- Michael Servetus (1511-1553), teolog și medic spaniol.
- Michel de Montaigne (1533-1592), filozof și moralist francez.
- Marcel Dassault (1892–1986, absolvit în 1913 de la ISAE), industria aeronautului francez. A fondat compania Dassault Aviation.
- Mustafa Kamil Pasha (1874–1908), Avocat egiptean, jurnalist, activist și lider naționalist.
- François Hussenot (1912–1951, absolvit în 1935 din ISAE inginer aeronautic creditat cu invenția uneia dintre formele timpurii ale înregistratorului de date de zbor
- Vincent de Paul (1581–1660), preot catolic francez
- Thomas Pesquet (născut în 1978, absolvit în 2001 de la ISAE), astronaut al Agenției Spațiale Europene [1]
- Armand Praviel (1875–1944, doctor în drept 1901), scriitor și jurnalist francez
- Henry de Puyjalon, (1841–1905), pionier francez/canadian în biologie și ecologie
- Selman Riza, lingvist și politician
- Paul Sabatier (chimist) (1854–1941), decan al Facultății de Științe de la Universitatea din Toulouse în 1905. Premiul Nobel pentru Chimie împreună cu colegul francez Victor Grignard în 1912.

Sport
- Jean Bouilhou, (născut în 1978, absolvit în 2002 de la INSA Toulouse), rugby union, a jucat cu echipa națională a Franței
- Thomas Castaignède, (născut în 1975, a absolvit INSA Toulouse), rugby union , a jucat cu echipa națională a Franței
- Romain Mesnil (născut în 1977, absolvit în 2001 de la INSA Toulouse),
- David Skrela, (născut în 1979, absolvit în 2003 de la INSA Toulouse), rugby union, a jucat cu echipa națională franceză

## Legături externe
- Université de Toulouse
- Université de Toulouse I: Capitole
- Université de Toulouse II: Le Mirail
- Université de Toulouse III: Paul Sabatier
- National Polytechnique de Toulouse – INPT[nefuncțională]

  - École Nationale Supérieure Agronomique de Toulouse – INP-ENSAT
  - École Nationale Supérieure d’Électrotechnique, d’Électronique, d’Informatique, d’Hydraulique et des Télécommunications – INP-ENSEEIHT Arhivat în 10 iunie 2007, la Wayback Machine.
  - École Nationale Supérieure des Ingénieurs en Arts Chimiques et Technologiques – INP-ENSIACET Arhivat în 31 martie 2001, la Wayback Machine.
  - École Nationale d'Ingénieurs de Tarbes – ENIT Arhivat în 25 iulie 2010, la Wayback Machine.
  - École Nationale de Météorologie – INP-ENM
  - École d'Ingénieurs de Purpan – EI Purpan
  - École Nationale Vétérinaire de Toulouse – ENVT
- Institut National des Sciences Appliquées de Toulouse – INSA Toulouse Arhivat în 23 martie 2021, la Wayback Machine.
- Institut Supérieur de l'Aéronautique et de l'Espace – ISAE
- Centre Universitaire de Formation et de Recherche Jean-François Champollion – CUFR Champollion
- École des Mines d'Albi-Carmaux – EMAC Arhivat în 19 ianuarie 1997, la Wayback Machine.
- École Nationale de l'Aviation Civile – ENAC
- École Nationale de Formation Agronomique – ENFA Arhivat în 4 mai 2020, la Wayback Machine.
- École Nationale Supérieur d'Architecture de Toulouse – ENSA Toulouse
- Toulouse Business School Arhivat în 9 februarie 2012, la Wayback Machine.
- Institut d'études politiques de Toulouse – IEP/Sciences Po Toulouse
- Institut Catholique d'Arts et Métiers de Toulouse – ICAM Toulouse
- Search Scholarships at University De Toulouse